# Circuit d'Adélaïde
Cet article concerne le circuit de Formule Tasmane et ATCC situé à Virginia. Pour le circuit de Formule 1 situé à Adélaïde, voir circuit urbain d'Adélaïde.
Le circuit d'Adélaïde (Adelaide International Raceway en anglais) est un circuit australien de sports mécaniques situé sur la route de Port Wakefield dans la petite ville de Virginia au nord d'Adélaïde. Il est composé de trois pistes pouvant être combinées et dont un tour complet mesure 2,41 km. La piste la plus courte a une longueur de 1,77 km, l'ovale mesure 800 mètres et la piste pour dragsters s'étend sur 400 m. Le circuit, qui appartient à la société Australian Motorsport Club Limited, a été inauguré le 9 janvier 1972.
De 1972 à 1988, le circuit d'Adélaïde était une piste automobile d'importance accueillant régulièrement des courses du championnat d'Australie de voitures de tourisme et des courses d'endurance du championnat d'Australie des manufacturiers.
Entre 1972 et 1975, il a accueilli quatre épreuves du championnat de Formule Tasmane.
Le circuit a organisé pendant des années des compétitions de dragsters dont la dernière s'est disputée à la fin des années 1990.
La piste a été resurfacée courant 2008, ce qui a occasionné une fermeture jusqu'à la fin 2008.